# WTA de Madri
O WTA de Madri – ou Mutua Madrid Open, atualmente – é um torneio de tênis profissional feminino, de nível WTA 1000.
Realizado em Madri, capital da Espanha, aparece ininterruptamente no circuito desde 2009. Os jogos são disputados em quadras de saibro durante o mês de maio.

## Histórico
O Madrid Open começou como um torneio oficial da então denominada ATP Tennis Masters Series que se realizava anualmente no pavilhão Madrid Arena [es] entre 2002 e 2008, em piso duro.
É o único desde a criação deste tipo de torneio em 1990 que mudou de local, data e superfície. Este torneio foi disputado nas cidades de Estocolmo, Essen, Stuttgart e atualmente é disputado em Madrid. Inicialmente jogava-se em tapete sintético, mas quando se mudou para a Caja Mágica [en] de Madrid em 2009 também mudou de superfície, passando a ser de saibro. Originalmente, era disputado no mês de outubro, sendo o oitavo Master da temporada. Considerando o torneio masculino, desde 2011 é o quarto Masters 1000 do ano.
O torneio feminino foi integrado ao torneio masculino em 2009, e junto com os de Indian Wells, Miami e Pequim, faz parte dos torneios mais importantes depois dos considerados Grand Slam, obrigando a participação daqueles jogadores cujo ranking o permite. Os outros três Eventos Premier nesta categoria são torneios em quadra dura, o de Madri é o mais importante no saibro depois do Grand Slam de Roland Garros.
Para a edição de 2012, o piso de saibro tradicional foi substituído por outro de saibro azul, o que causou grande polêmica por suas diferentes características de ressalto e por ser extraordinariamente escorregadio, colocando em risco a integridade dos jogadores. Vários deles, incluindo Novak Djokovic e Rafael Nadal, números 1 e 2 do mundo na época, anunciaram que se essa superfície fosse mantida, eles não voltariam ao torneio. Naquele ano, o torneio foi vencido por Roger Federer. Vários meses depois, a ATP revogou a homologação do saibro azul, inabilitando-o para a disputa de torneios oficiais.
Em 2012, a Presidente da Câmara de Madrid, Ana Botella, assinou um contrato de 34 milhões de euros que assegura a organização do torneio na capital por mais 10 anos.
O tenista que mais conquistou o torneio é o espanhol Rafael Nadal com 5 títulos, 4 deles no saibro atual. O sérvio Novak Djokovic segue-o nesta superfície com 3 títulos. O tenista que mais vezes conquistou o torneio no piso duro anterior, contando os diferentes pisos que já disputou, é o alemão Boris Becker com 4 títulos.
Os títulos conquistados antes de 2009 contam como o atual Masters de Xangai, uma vez que os diferentes torneios foram realizados nas datas e na superfície onde atualmente se joga este Masters 1000. Da mesma forma, os títulos conquistados no antigo Masters de Hamburgo até 2008 inclusive, contam como o atual Madrid Masters porque foram disputados nas mesmas datas e na mesma superfície.
A tenista que mais vezes conquistou o torneio é Petra Kvitová com um total de 3 vitórias, seguida de Simona Halep e Serena Williams com duas vitórias cada.

## Finais

### Simples
| Ano                                                         | Campeã                  | Vice-campeã           | Resultado      |
| ----------------------------------------------------------- | ----------------------- | --------------------- | -------------- |
| 2025                                                        | Aryna Sabalenka         | Coco Gauff            | 6–3, 7–63      |
| 2024                                                        | Iga Świątek             | Aryna Sabalenka       | 7–5, 4–6, 7–67 |
| 2023                                                        | Aryna Sabalenka         | Iga Świątek           | 6–3, 3–6, 6–3  |
| 2022                                                        | Ons Jabeur              | Jessica Pegula        | 7–5, 0–6, 6–2  |
| 2021                                                        | Aryna Sabalenka         | Ashleigh Barty        | 6–0, 3–6, 6–4  |
| Torneio não realizado em 2020 devido à pandemia de COVID-19 |                         |                       |                |
| 2019                                                        | Kiki Bertens            | Simona Halep          | 6–4, 6–4       |
| 2018                                                        | Petra Kvitová           | Kiki Bertens          | 7–66, 4–6, 6–3 |
| 2017                                                        | Simona Halep            | Kristina Mladenovic   | 7–5, 56–7, 6–2 |
| 2016                                                        | Simona Halep            | Dominika Cibulková    | 6–2, 6–4       |
| 2015                                                        | Petra Kvitová           | Svetlana Kuznetsova   | 6–1, 6–2       |
| 2014                                                        | Maria Sharapova         | Simona Halep          | 1–6, 6–2, 6–3  |
| 2013                                                        | Serena Williams         | Maria Sharapova       | 6–1, 6–4       |
| 2012                                                        | Serena Williams         | Victoria Azarenka     | 6–1, 6–3       |
| 2011                                                        | Petra Kvitová           | Victoria Azarenka     | 7–63, 6–4      |
| 2010                                                        | Aravane Rezaï           | Venus Williams        | 6–2, 7–5       |
| 2009                                                        | Dinara Safina           | Caroline Wozniacki    | 6–2, 6–4       |
| Torneio não realizado entre 2008 e 2004                     |                         |                       |                |
| 2003                                                        | Chanda Rubin            | María Sánchez Lorenzo | 6–4, 5–7, 6–4  |
| 2002                                                        | Monica Seles            | Chanda Rubin          | 6–4, 6–2       |
| 2001                                                        | Arantxa Sánchez Vicario | Ángeles Montolio      | 7–5, 6–0       |
| 2000                                                        | Gala León García        | Fabiola Zuluaga       | 4–6, 6–2, 6–2  |
| 1999                                                        | Lindsay Davenport       | Paola Suárez          | 6–1, 6–3       |
| 1998                                                        | Patty Schnyder          | Dominique van Roost   | 3–6, 6–4, 6–0  |
| 1997                                                        | Jana Novotná            | Monica Seles          | 7–5, 6–1       |
| 1996                                                        | Jana Novotná            | Magdalena Maleeva     | 4–6, 6–4, 6–3  |

### Duplas
| Ano                                                         | Campeãs                                    | Vice-campeãs                                | Resultado           |
| ----------------------------------------------------------- | ------------------------------------------ | ------------------------------------------- | ------------------- |
| 2025                                                        | Sorana Cîrstea Anna Kalinskaya             | Veronika Kudermetova Elise Mertens          | 610–7, 6–2, [12–10] |
| 2024                                                        | Cristina Bucșa Sara Sorribes Tormo         | Barbora Krejčíková Laura Siegemund          | 6–0, 6–2            |
| 2023                                                        | Beatriz Haddad Maia Victoria Azarenka      | Coco Gauff Jessica Pegula                   | 6–1, 6–4            |
| 2022                                                        | Gabriela Dabrowski Giuliana Olmos          | Desirae Krawczyk Demi Schuurs               | 7–61, 5–7, [10–7]   |
| 2021                                                        | Barbora Krejčíková Kateřina Siniaková      | Gabriela Dabrowski Demi Schuurs             | 6–4, 6–3            |
| Torneio não realizado em 2020 devido à pandemia de COVID-19 |                                            |                                             |                     |
| 2019                                                        | Hsieh Su-wei Barbora Strýcová              | Gabriela Dabrowski Xu Yifan                 | 6–3, 6–1            |
| 2018                                                        | Ekaterina Makarova Elena Vesnina           | Tímea Babos Kristina Mladenovic             | 2–6, 6–4, [10–8]    |
| 2017                                                        | Chan Yung-jan Martina Hingis               | Tímea Babos Andrea Hlaváčková               | 6–4, 6–3            |
| 2016                                                        | Caroline Garcia Kristina Mladenovic        | Martina Hingis Sania Mirza                  | 6–4, 6–4            |
| 2015                                                        | Casey Dellacqua Yaroslava Shvedova         | Garbiñe Muguruza Carla Suárez Navarro       | 6–3, 46–7, [10–5]   |
| 2014                                                        | Sara Errani Roberta Vinci                  | Garbiñe Muguruza Carla Suárez Navarro       | 6–4, 6–3            |
| 2013                                                        | Anastasia Pavlyuchenkova Lucie Šafářová    | Cara Black Marina Erakovic                  | 6–2, 6–4            |
| 2012                                                        | Sara Errani Roberta Vinci                  | Ekaterina Makarova Elena Vesnina            | 6–1, 3–6, [10–4]    |
| 2011                                                        | Victoria Azarenka Maria Kirilenko          | Květa Peschke Katarina Srebotnik            | 6–4, 6–3            |
| 2010                                                        | Serena Williams Venus Williams             | Gisela Dulko Flavia Pennetta                | 6–2, 7–5            |
| 2009                                                        | Cara Black Liezel Huber                    | Květa Peschke Lisa Raymond                  | 4–6, 6–3, [10–6]    |
| Torneio não realizado entre 2008 e 2004                     |                                            |                                             |                     |
| 2003                                                        | Jill Craybas Liezel Huber                  | Rita Grande Angelique Widjaja               | 6–4, 7–6            |
| 2002                                                        | Martina Navrátilová Natasha Zvereva        | Rossana de los Ríos Arantxa Sánchez Vicario | 6–2, 6–3            |
| 2001                                                        | Virginia Ruano Pascual Paola Suárez        | Lisa Raymond Rennae Stubbs                  | 7–5, 2–6, 7–6       |
| 2000                                                        | Lisa Raymond Rennae Stubbs                 | Gala León García María Sánchez Lorenzo      | 6–1, 6–3            |
| 1999                                                        | Virginia Ruano Pascual Paola Suárez        | María-Fernanda Landa Marlene Weingärtner    | 6–2, 0–6, 6–0       |
| 1998                                                        | Florencia Labat Dominique van Roost        | Raquel McQuillan Nicole Pratt               | 6–3, 6–1            |
| 1997                                                        | Mary Joe Fernández Arantxa Sánchez Vicario | Inés Gorrochategui Irina Spîrlea            | 6–3, 6–2            |
| 1996                                                        | Jana Novotná Arantxa Sánchez Vicario       | Sabine Appelmans Miriam Oremans             | 7–6, 6–2            |